# Hella Pick
Hella Henrietta Pick (24 d'abril de 1929 - 4 d'abril de 2024) va ser una periodista britànica nascuda a Àustria. Va ser guardonada amb la Creu de Comandant del Molt Excel·lent Orde de l'Imperi Britànic (CBE) l'any 2000, pel seu treball com a periodista i escriptora.

## Biografia
Hella Pick va néixer a Viena en una família jueva de classe mitjana. Els seus pares es van divorciar quan ella tenia tres anys i es va criar amb la seva mare. Després de l'annexió d'Àustria per part d'Alemanya el 1938, i després d'una visita de la Gestapo, la mare de Pick va decidir abandonar Àustria. I el març de 1939, Pick va arribar a la Gran Bretanya gràcies al Kindertransport, un moviment per rescatar els infants jueus dels nazis; la seva mare va obtenir un visat i es va reunir amb ella tres mesos després.
Pick va anar a una escola al Lake District i va aprendre anglès. No se sentia còmoda amb la seva identitat, de manera que durant un temps va negar-se a parlar alemany, fins i tot amb la seva mare. El 1948, Pick va esdevenir una ciutadana britànica i ja no se sentia com una refugiada.
Pick va estudiar a la London School of Economics i va sol·licitar feina a les Nacions Unides, però no va ser acceptada. El 1960, es va convertir en la corresponsal de l'ONU del diari The Guardian, on va ser tutoritzada pel seu corresponsal en cap als Estats Units, Alistair Cooke. En aquella època hi havia molt poques dones corresponsals i no eren tractades com a iguals; per exemple, en els sopars d'ambaixadors, les dones s'havien de retiraven després de l'àpat, mentre que els homes —inclosos els companys de Pick— s'hi quedaven. També va escriure per al setmanari polític i cultural britànic New Statesman. A Alemanya, es va donar a conèixer per la seva aparició als programes de televisió Internationales Frühschoppen i Presseclub.
Pick va ser el directora del programa d'arts i cultura de l'Institute for Strategic Dialogue, un grup de reflexió independent amb seu a Londres.
Els arxius de The Guardian conté una història parlada de la seva època al diari durant els anys 60 i 70 i una memòria escrita. El 2021 es va publicar Invisible Walls, un relat de la seva vida i carrera periodística.
Va conserva la doble nacionalitat britànica i austríaca, i visitava regularment Àustria, que anomenava la seva "llar fora de casa". Va morir el 4 d'abril de 2024 a Londres, als 94 anys d'edat.

## Reconeixements
- L'any 2000, Creu de Comandant del Molt Excel·lent Orde de l'Imperi Britànic (CBE).[13]
- Creu de Comandant de l'Orde al Mèrit de la República Federal Alemanya.[14]
- L'any 2023, Condecoració d'Or pels Serveis a la Ciutat de Viena[15]